# Варчас
Варчас — один из восьми богов-Васу, сын бога луны Чандры, и Рохини, дочери Дакши и главной супруги Чандры. Сын Арджуны, Абхиманью, был его воплощением. Является богом лунного света.

## Предание
Варчас был сыном бога Чандры . Ему было велено родиться на земле смертным человеком. Его отец согласился на это, но только при одном условии — а именно, что Варчас не оставит его на более чем 16 лет. Во время Двапара-юги он воплотился под именем Абхиманью. Абхиманью был сыном принца династии Куру Арджуны и принцессы Ядавы Субхадры. Просьба Чандры сбылась: Абхиманья погиб на войне в возрасте всего 16 лет на поле Курукшетры.